# 白孔雀
《白孔雀》（英語：The White Peacock）是大卫·赫伯特·劳伦斯的第一部小说，于1911年出版 这部小说在1906年开始写作，重写了三次。早期版本的暂定标题是Laetitia.。
莫里斯·格雷夫芬哈根1891年的画作《安·伊迪尔》启发了这部小说。这幅画对劳伦斯产生了"深远的影响"，劳伦斯写道："至于格里芬哈根的《伊迪尔》，它让我感动得几乎就像我爱上了自己一样。在它的陶醉下，我在这个圣诞节疯狂地调情。
这部小说涉及的主题，如不匹配的婚姻造成的伤害，以及工业化对乡村和城镇的影响。

## 情节
这部小说设定在内瑟米尔（即劳伦斯的家乡，诺丁汉郡的伊斯特伍德），用一个名叫西里尔·比尔德斯尔的人物的第一人称讲述。他的妹妹莱蒂蒂娅（莱蒂）与两个年轻人乔治和莱斯利·坦普尔进行三角恋爱，虽然觉得乔治有性吸引力，但是最后嫁给了莱斯利。 失恋的乔治于是娶了传统的梅格。乔治和莱蒂的婚姻都不快乐，在小说的结尾，乔治染上了酗酒的恶习。

## 出版
1911年1月19日，《白孔雀》在美国由杜菲尔德公司出版，一天后，由海因曼公司在英国出版。

## 评价
传记作者布伦达·马多克斯说，《白孔雀》得到了主流媒体《觀察家報》、《早报》和《每日新闻》的普遍好评。马多克斯在《D.H.劳伦斯：婚姻的故事》（1994年）一书中写道，《白孔雀》反映了德国哲学家阿图尔·叔本华和弗里德里希·尼采的影响，其主题是基督教疏远了人类与自然，破坏了异教徒的智慧。这本书水准不高，不及劳伦斯后来的著作，但称赞它的“美丽和力量”，“在牙齿和爪子里有丰富的天然红色图像”。 她认为，虽然劳伦斯的作品认同弗洛伊德观点，但《白孔雀》中的"对母亲的原始愤怒"，更符合精神分析家梅兰妮·克莱因的观点。她坚持认为，小说有同性恋元素，如乔治和西里尔的关系，并指出小说家愛德華·摩根·福斯特认为它有劳伦斯不承认的性暗示。